# 马克斯·费特尔
马克斯·费特尔（德語：Max Vetter，1892年3月17日—？），德国男子赛艇运动员。他曾代表德国参加1912年夏季奥林匹克运动会赛艇比赛，获得男子八人单桨有舵手铜牌。